# زاچیشه (استان لوبلین)
زاچیشه (به لهستانی:  Zacisze) یک روستا در لهستان است که در گمینا بیاوا پودلاسکا واقع شده‌است.